# Mustapha Baïtas
Mustapha Baïtas (né en 7 mai 1977 à Sidi Ifni)  est un homme politique marocain. Il est, depuis le 7 octobre 2021, ministre délégué auprès du chef du gouvernement chargé des Relations avec le parlement, et Porte-parole du gouvernement.

## Biographie

### Éducation
Il obtient un baccalauréat en 1996, et devient professeur des écoles primaires pendant 8 ans . Il a également une Licence en Droit cycle de l’ENA de Rabat. 

### Carrière politique
Membre du Rassemblement national des indépendants (RNI),  il se présente pour la première fois à un scrutin aux élections communales de 2003 dans son village natal de Sidi Ifni. Il devient, en 2007, membre du conseil national. En 2016,il devient directeur du siège central du parti, à Rabat, et est élu député de la circonscription de Sidi Ifni. Il est chargé de la communication du RNI pendant la campagne électorale de 2021. 
Le roi Mohammed VI le nomme ministre délégué auprès du chef du gouvernement chargé des Relations avec le parlement, Porte-parole du gouvernement d'Aziz Akhannouch le 7 octobre 2021,.